# MEGAドン・キホーテUNY敦賀店
MEGAドン・キホーテUNY敦賀店（メガドン・キホーテユニーつるがてん）は、福井県敦賀市中央町一丁目にあるUDリテールが運営するショッピングセンターである。
なお、当項目ではかつて運営されていたショッピングセンター「ポー・トン」「アピタ敦賀店」の概要についても記載する。

## 概要
かつて、「協同組合つるがセントラルプラザ」と「ユニー株式会社」の折半で設置・運営していた「ポー・トン」を、ユニーが協同組合つるがセントラルプラザ所有部分を購入後に一旦全館閉店。大リニューアルし、“新生”アピタ敦賀店として2012年（平成24年）10月11日にオープン。リニューアルを機に食料品売場が直営で設置された。「アピタ」や「ピアゴ」が「ドン・キホーテ」と「ユニー」のダブルネーム店舗への転換を進行する中で再び業態変更を行い、2021年（令和3年）5月18日から「MEGAドン・キホーテUNY敦賀店」としてリニューアルオープンした。

## 営業
商圏を半径3kmとし、2021年のリニューアル以降は食料品売場の面積を従来の1.3倍にすることでシニア・主婦層に加えてファミリー層の集客を狙う。単身や2人世帯に向けて少量パックを増加させ、「メガ盛り」などの生鮮食品を豊富に取りそろえ、品揃えの充実させる。さらに、子供向けの駄菓子屋も導入する。店舗全体の営業時間は午前8時から翌午前0時まで。

### テナント
2012年のリニューアルでは専門店39店中、敦賀市初の出店店舗を24店を入居させるなど、目新しさを含め充実化を図った。2021年のリニューアルでもニトリ（家具）やKaBoS（書店）は引き続き営業する。

## 「ポー・トン」時代
「ポー・トン」は、現在のアピタ敦賀店リニューアル前に同地に所在したショッピングセンター。「協同組合つるがセントラルプラザ」とユニー株式会社の折半で設置・運営していた。リニューアルを前に2012年2月、つるがセントラルプラザは解散も視野に入れ、専有部分をユニーに全所有権を有償譲渡し同年3月に休業した。
ユニーが運営する「アピタ敦賀店」を核店舗に約20店を越える専門店で構成されていた。
ポー・トンとは、敦賀港の「港（ポート）」、敦の呉音読み「敦（トン）」を組み合わせて命名された。
かつてのアピタ敦賀店は、アピタタイプの店舗では当時唯一直営食料品売場が無い店舗で、衣料・生活雑貨のみ扱った。食料品売場は地元資本の家高不動産グループのスーパー、エフレグループの株式会社プリオ（のちに協同組合ハニーグループに参加）によって運営されていた。
2012年3月20日に、同年10月のリニューアル・オープンに向けて、つるがセントラルプラザ部分が休業。つづいてアピタ部分も4月2日より休業し、全館休館となった。